# Zdeněk Rollinger
Zdeněk Rollinger (* 12. března 1971) je bývalý český fotbalista, obránce.

## Fotbalová kariéra
V české lize hrál za FK Teplice. Nastoupil ve 14 ligových utkáních. Ve druhé lize hrál i za FK Ústí nad Labem a FC MUS Most. Za Teplice nastoupil i v 79 druholigových a 44 třetiligových utkáních. Dal 4 góly ve druhé a 1 gól ve třetí lize.

## Ligová bilance
| Ročník                          | Zápasy | Góly | Klub                |
| ------------------------------- | ------ | ---- | ------------------- |
| 2. česká fotbalová liga 1993/94 | -      | 0    | FK Frydrych Teplice |
| 2. česká fotbalová liga 1994/95 | -      | 0    | FK Frydrych Teplice |
| 2. česká fotbalová liga 1995/96 | 16     | 2    | FK Frydrych Teplice |
| 1. česká fotbalová liga 1996/97 | 14     | 0    | FK Teplice          |
| 2. česká fotbalová liga 1996/97 | 15     | 0    | FK Ústí nad Labem   |
| 2. česká fotbalová liga 1997/98 | 22     | 0    | FC MUS Most         |
| 2. česká fotbalová liga 1998/99 | 18     | 0    | FC MUS Most         |
| 2. česká fotbalová liga 1999/00 | 12     | 0    | FC MUS Most         |
| CELKEM 1. liga                  | 14     | 0    |                     |